# District de Raichur
Le district de Raichur (kannada : ರಾಯಚೂರು) est l'un des trente district  de l'état du Karnataka, en Inde.

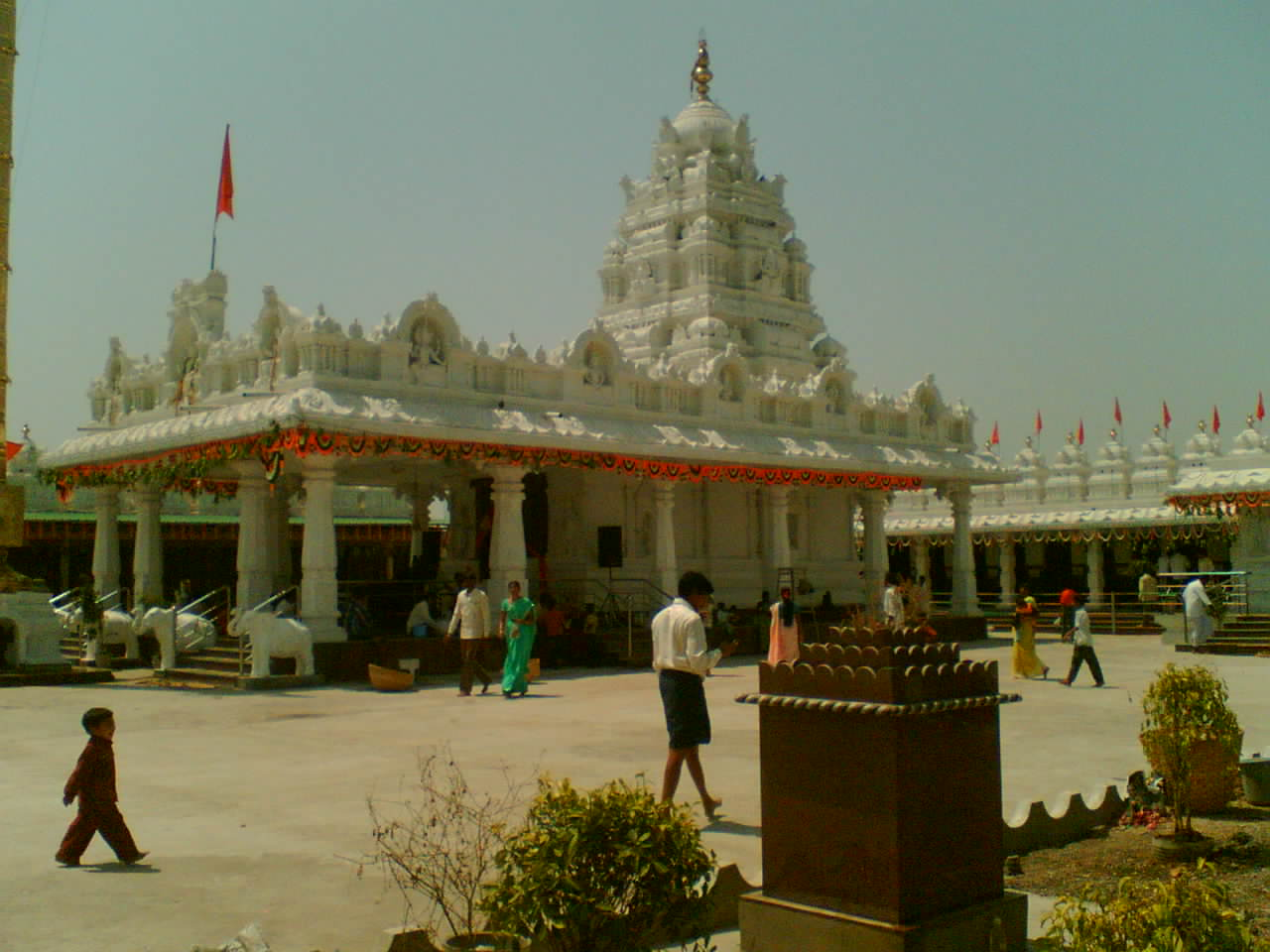
Le Gandhi Nagar.

## Histoire
Le district actuel faisait partie du royaume du Nizam d'Hydérabad de 1724  à 1853, puis passait au sein de la Présidence de Madras, en 1860 il était de retour dans le royaume du Nizam de 1860 à 1948. Il fut intégré de force le 17 septembre 1948 à l'État indien par l'Opération Polo comme part de l'État d'Hydérabad. En 1956, avec la réorganisation sur des bases linguistiques, comme subdivision de celui de Mysore qui devint le Karnataka

## Géographie
Le district de Raichur est au nord est de l'État et forme la frontière avec l’État de l'Andra Pradesh. au recensement de 2011, sa population était de 1 928 812 habitants pour une superficie de 8 442 km2, la population est à 25,42 % urbaine et a un taux d'alphabétisation de 59 %. 
Son chef-lieu est la ville de Raichur et les cours d'eau Krishna (fleuve) et Tungabhadra l'encadrent.

## Liste des Taluks
Il est divisé en cinq Taluks :
- Raichur,
- Sindhanur,
- Lingsugur,
- Manvi et
- Devadurga.

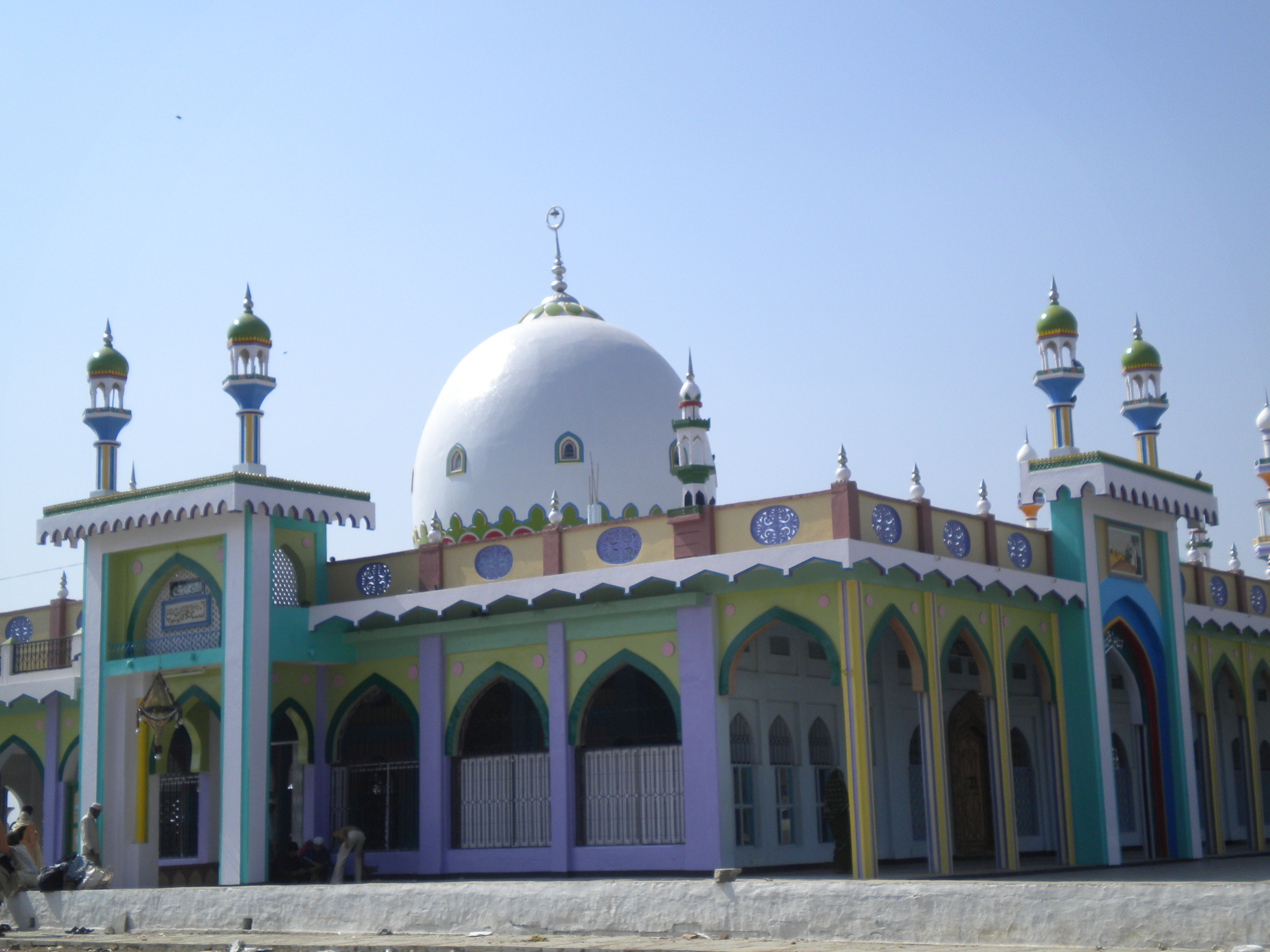
Mosquée à Dargah.
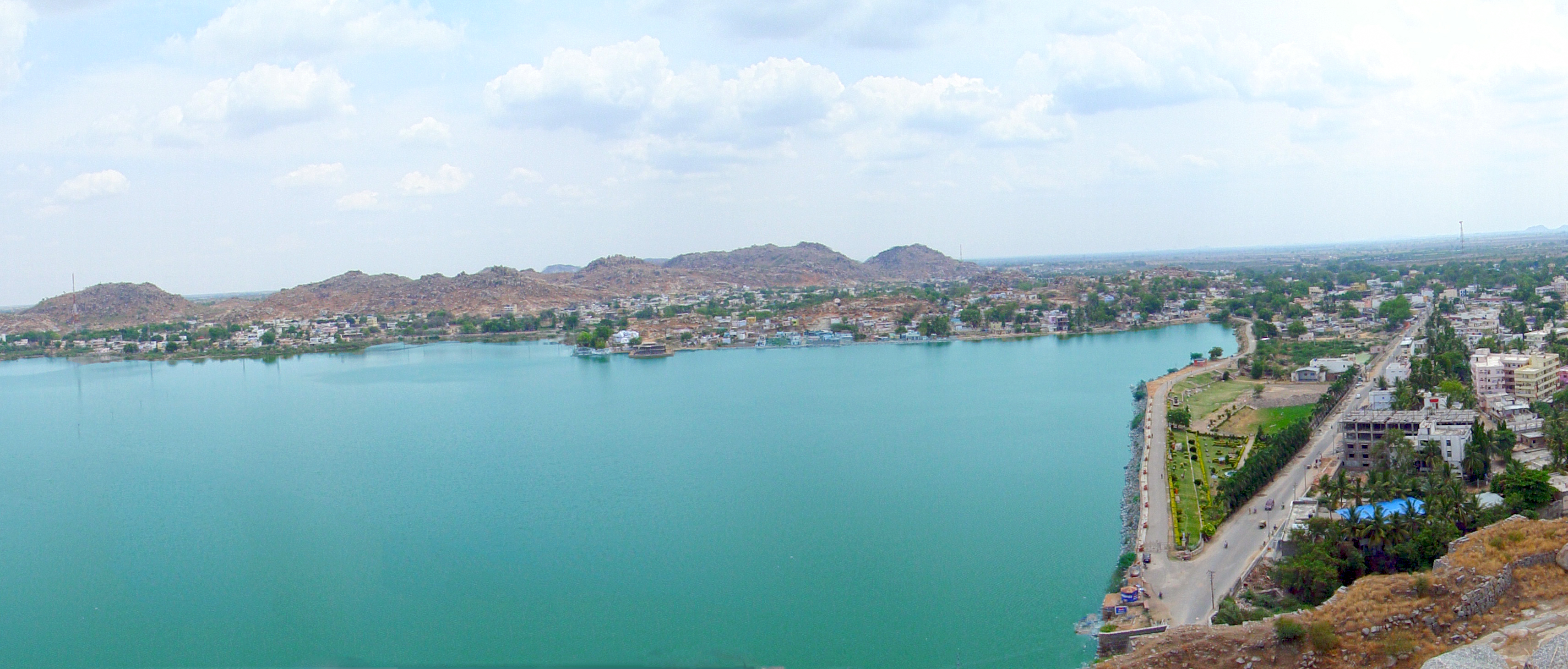
Le lac Aam Talab à Raichur.
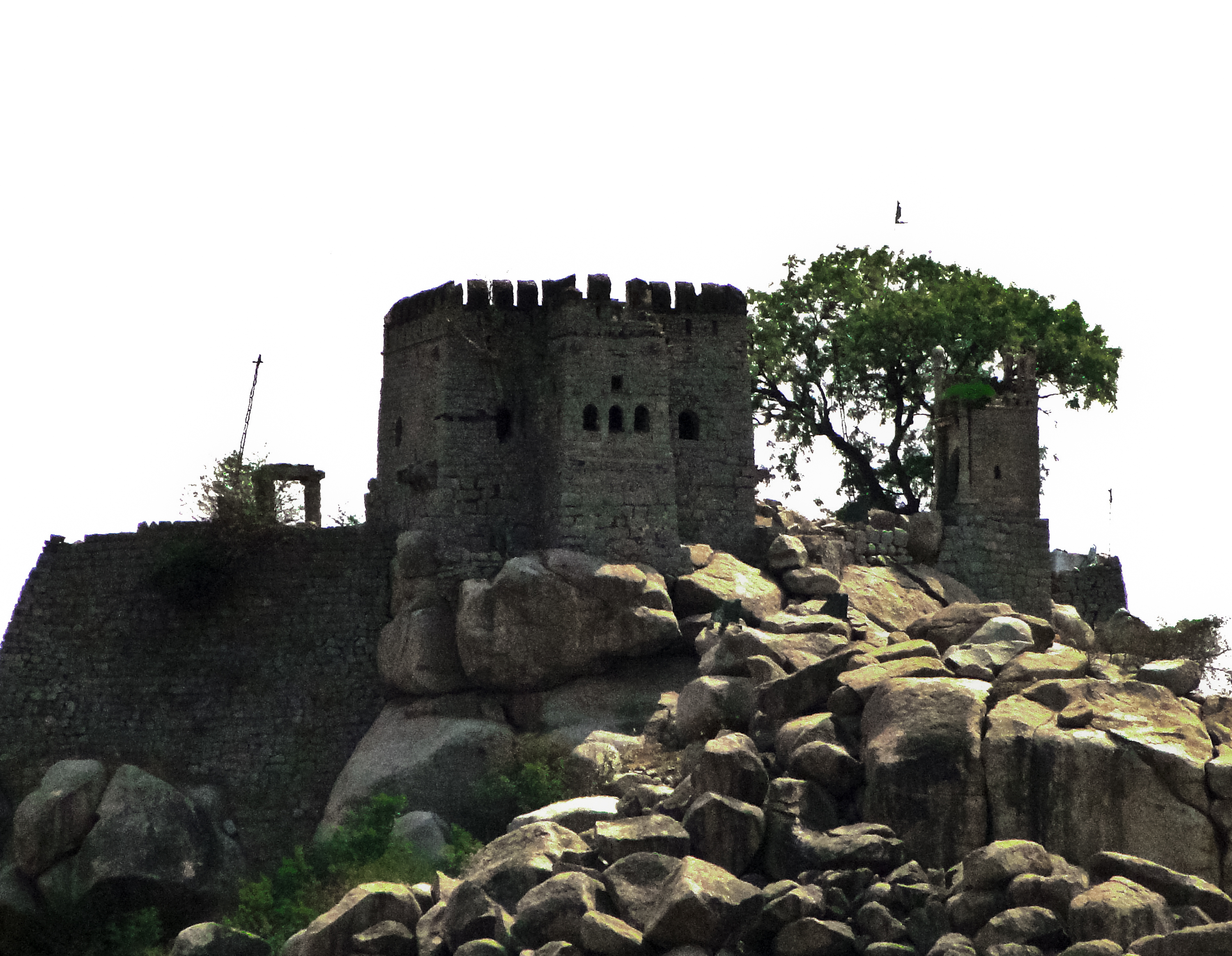
Fort Hill.
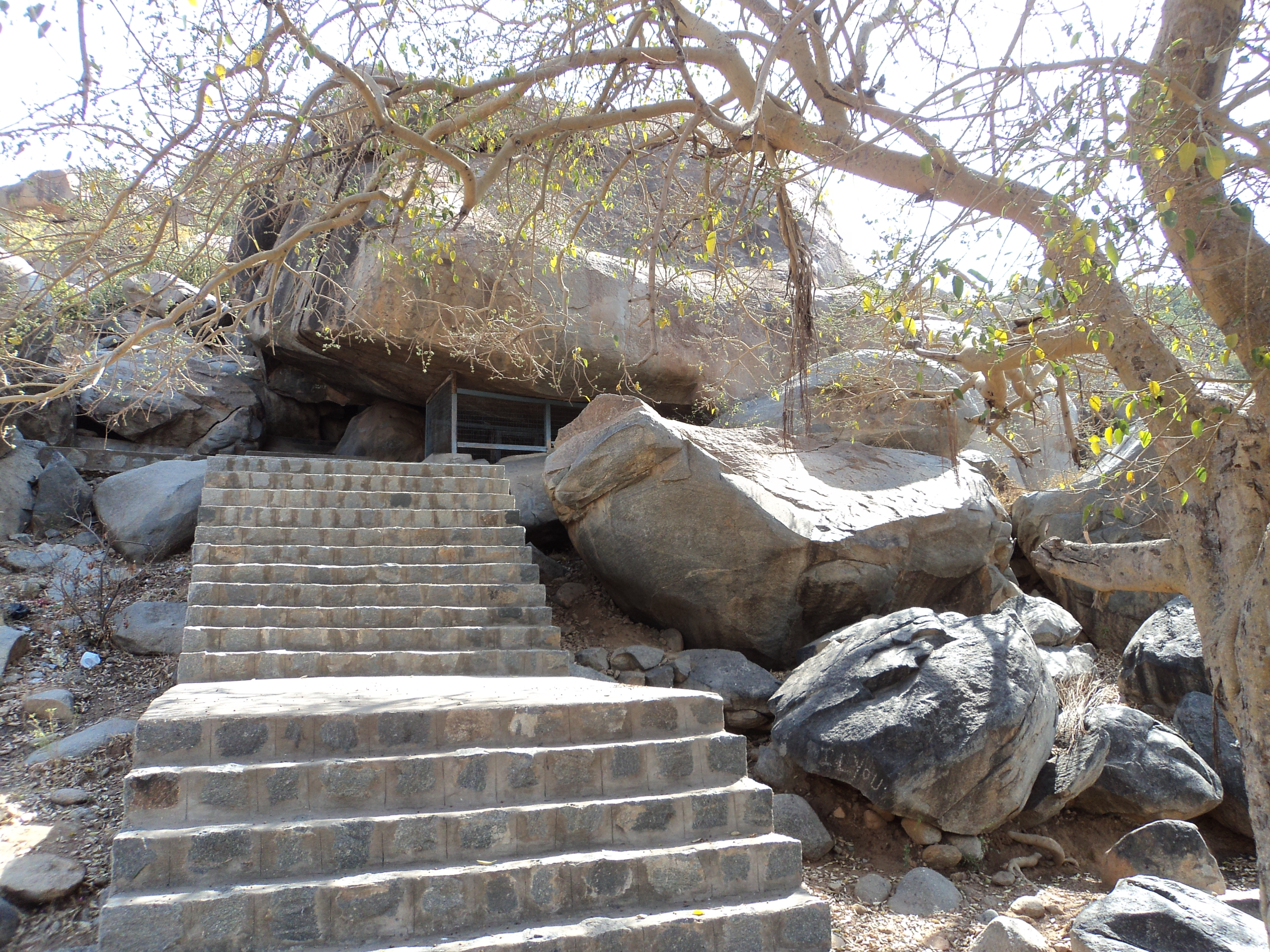
Le rocher d'Ashoka à Maski.
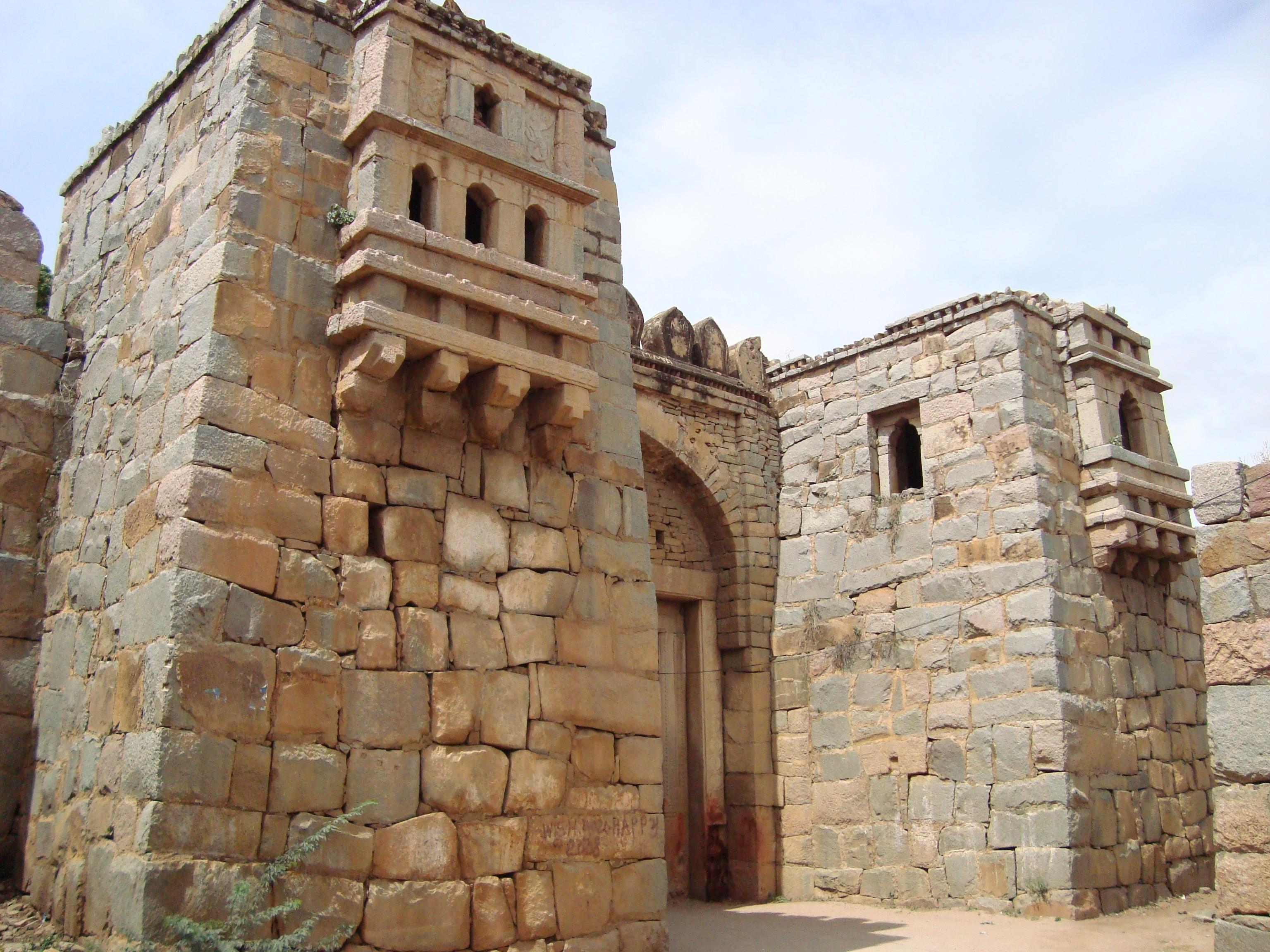
Porte du fort de Mugdal.